# Llista de monuments del Baix Empordà
Llista de monuments del Baix Empordà inclosos en l'Inventari del Patrimoni Arquitectònic de Catalunya. Inclou els inscrits en el Registre de Béns Culturals d'Interès Nacional (BCIN) amb la classificació de monuments històrics, els Béns Culturals d'Interès Local (BCIL) de caràcter immoble i la resta de béns arquitectònics integrants del patrimoni cultural català.

## Albons
| Monument                                                     | Protecció   | Estil/època                    | Localització     | Coordenades                                          | Codi?         | Imatge |
| ------------------------------------------------------------ | ----------- | ------------------------------ | ---------------- | ---------------------------------------------------- | ------------- | --- |
| Castell d'Albons                                             | BCIN 454-MH | Renaixement, obra popular XVII | Albons Pl. Major | 42° 06′ 16″ N, 3° 05′ 08″ E / 42.104555°N,3.085657°E | RI-51-0005785 | Castell d'Albons · Vegeu més fotos d'aquest monument · Carregueu una nova foto d'aquest monument                                                      |
| Murs i una torre de planta quadrada de l'antiga fortificació | BCIN 455-MH | Obra popular XVI               | Albons           | 42° 06′ 15″ N, 3° 05′ 04″ E / 42.104162°N,3.084374°E | RI-51-0005786 | Murs i una torre de planta quadrada de l'antiga fortificació (Albons) · Vegeu més fotos d'aquest monument · Carregueu una nova foto d'aquest monument |
| Església de Sant Cugat d'Albons                              |             | Romànic XI-XIII                | Albons Pl. Major | 42° 06′ 16″ N, 3° 05′ 06″ E / 42.104425°N,3.085034°E | IPA-6813      | Església de Sant Cugat d'Albons · Vegeu més fotos d'aquest monument · Carregueu una nova foto d'aquest monument                                       |
| Capella de Sant Grau                                         |             | Romànic XI-XII, XVIII          | Albons           | 42° 06′ 34″ N, 3° 03′ 33″ E / 42.109359°N,3.059101°E | IPA-6814      | Capella de Sant Grau (Albons) · Vegeu més fotos d'aquest monument · Carregueu una nova foto d'aquest monument                                         |

## Begur
Vegeu la llista de monuments de Begur

## Bellcaire d'Empordà
| Monument                                                                | Protecció  | Estil/època                            | Localització                           | Coordenades                                          | Codi?         | Imatge |
| ----------------------------------------------------------------------- | ---------- | -------------------------------------- | -------------------------------------- | ---------------------------------------------------- | ------------- | --- |
| Castell Palau Comtal, o Castell-Palau de Bellcaire                      | BCIN 65-MH | Gòtic XIII-XIV                         | Bellcaire d'Empordà                    | 42° 04′ 52″ N, 3° 05′ 40″ E / 42.081047°N,3.094392°E | RI-51-0000157 | Castell Palau Comtal (Bellcaire d'Empordà) · Vegeu més fotos d'aquest monument · Carregueu una nova foto d'aquest monument                       |
| Casa al carrer Major                                                    |            | Renaixement, obra popular XVI          | Bellcaire d'Empordà C. Major           | 42° 04′ 50″ N, 3° 05′ 41″ E / 42.08043°N,3.09461°E   | IPA-6902      | Carregueu una nova foto d'aquest monument |
| Can Camps                                                               |            | Renaixement, obra popular XVI-XIX      | Bellcaire d'Empordà C. Major           | 42° 04′ 49″ N, 3° 05′ 41″ E / 42.08027°N,3.09480°E   | IPA-6903      | Casa Camps (Bellcaire d'Empordà) · Vegeu més fotos d'aquest monument · Carregueu una nova foto d'aquest monument                                 |
| Església de Sant Joan de Bedenga de Bellcaire d'Empordà, Església Vella | BCIL 2018  | Preromànic, romànic IX-X, XI, XIII-XIV | Bellcaire d'Empordà Ctra. d'Albons     | 42° 04′ 54″ N, 3° 05′ 44″ E / 42.081667°N,3.095556°E | IPA-6905      | Església de Sant Joan Bedenga de Bellcaire (Bellcaire d'Empordà) · Vegeu més fotos d'aquest monument · Carregueu una nova foto d'aquest monument |
| Torre Forçosa, o Cortal de la Torre                                     |            | Obra popular                           | Bellcaire d'Empordà Disseminat, 19     | 42° 06′ 14″ N, 3° 06′ 54″ E / 42.10375°N,3.11494°E   | IPA-31171     | Torre Forçosa (Bellcaire d'Empordà) · Vegeu més fotos d'aquest monument · Carregueu una nova foto d'aquest monument                              |
| Ca la Pepeta, Masia de Can Quintana                                     | BCIL 2019  | XVIII                                  | Bellcaire d'Empordà C. del Ter Vell, 2 | 42° 04′ 46″ N, 3° 05′ 44″ E / 42.07937°N,3.09554°E   | IPA-46782     | Carregueu una nova foto d'aquest monument |

## La Bisbal d'Empordà
Vegeu la llista de monuments de la Bisbal d'Empordà

## Calonge i Sant Antoni
Vegeu la llista de monuments de Calonge i Sant Antoni

## Castell i Platja d'Aro
Vegeu la llista de monuments de Castell i Platja d'Aro

## Colomers
| Monument                             | Protecció   | Estil/època                       | Localització                       | Coordenades                                          | Codi?         | Imatge |
| ------------------------------------ | ----------- | --------------------------------- | ---------------------------------- | ---------------------------------------------------- | ------------- | --- |
| Castell de Colomers                  | BCIN 694-MH | Obra popular XV-XVI, XVII         | Colomers Pl. de la Vila            | 42° 05′ 03″ N, 2° 59′ 15″ E / 42.084073°N,2.987597°E | RI-51-0005870 | Castell de Colomers · Vegeu més fotos d'aquest monument · Carregueu una nova foto d'aquest monument                             |
| Fortificacions de Colomers           | BCIN 695-MH | Medieval                          | Colomers                           | 42° 05′ 02″ N, 2° 59′ 16″ E / 42.0837944°N,2.98775°E | RI-51-0005871 | Fortificacions de Colomers · Vegeu més fotos d'aquest monument · Carregueu una nova foto d'aquest monument                      |
| Església parroquial de Santa Maria   |             | Romànic, barroc XI-XII, XVI-XVIII | Colomers Pl. de l'Església         | 42° 05′ 03″ N, 2° 59′ 14″ E / 42.084114°N,2.987181°E | IPA-7005      | Església parroquial de Santa Maria (Colomers) · Vegeu més fotos d'aquest monument · Carregueu una nova foto d'aquest monument   |
| Can Quintana                         |             | Barroc XVII                       | Colomers C. Mossèn Cinto Verdaguer | 42° 05′ 03″ N, 2° 59′ 19″ E / 42.084305°N,2.988512°E | IPA-7006      | Can Quintana (Colomers) · Vegeu més fotos d'aquest monument · Carregueu una nova foto d'aquest monument                         |
| Casa al carrer de Cervantes, 8       |             | Renaixement XVI                   | Colomers C. Cervantes, 8           | 42° 05′ 02″ N, 2° 59′ 18″ E / 42.083809°N,2.988228°E | IPA-7007      | Casa al carrer de Cervantes, 8 (Colomers) · Vegeu més fotos d'aquest monument · Carregueu una nova foto d'aquest monument       |
| Cementiri de Colomers                |             | Obra popular XX                   | Colomers Ctra. a Sant Mori         | 42° 05′ 16″ N, 2° 58′ 57″ E / 42.087816°N,2.982502°E | IPA-7008      | Carregueu una nova foto d'aquest monument                                                                                       |
| Resclosa i bramador del Rec del Molí | BCIL 2006   | Obra popular XIII                 | Colomers                           | 42° 04′ 58″ N, 2° 58′ 57″ E / 42.08285°N,2.98251°E   | IPA-31202     | Resclosa i bramador del Rec del Molí (Colomers) · Vegeu més fotos d'aquest monument · Carregueu una nova foto d'aquest monument |
| Nucli antic de Colomers              |             | XVI-XVIII                         | Colomers                           | 42° 05′ 03″ N, 2° 59′ 14″ E / 42.084277°N,2.987297°E | IPA-36265     | Nucli antic de Colomers · Vegeu més fotos d'aquest monument · Carregueu una nova foto d'aquest monument                         |

## Corçà
Vegeu la llista de monuments de Corçà

## Cruïlles, Monells i Sant Sadurní de l'Heura
| Monument                                                                   | Protecció   | Estil/època                        | Localització                                                                        | Coordenades                                            | Codi?         | Imatge |
| -------------------------------------------------------------------------- | ----------- | ---------------------------------- | ----------------------------------------------------------------------------------- | ------------------------------------------------------ | ------------- | --- |
| Església de Sant Miquel de Cruïlles, o Monestir de Sant Miquel de Cruïlles | BCIN 108-MH | Romànic XI-XII, XVI                | Cruïlles, Monells i Sant Sadurní de l'Heura                                         | 41° 57′ 14″ N, 3° 00′ 17″ E / 41.953974°N,3.00472°E    | RI-51-0000564 | Església de Sant Miquel de Cruïlles (Cruïlles, Monells i Sant Sadurní de l'Heura) · Vegeu més fotos d'aquest monument · Carregueu una nova foto d'aquest monument                         |
| Castell de Cruïlles                                                        | BCIN 715-MH | Romànic XI-XII                     | Cruïlles, Monells i Sant Sadurní de l'Heura                                         | 41° 57′ 22″ N, 3° 00′ 40″ E / 41.956134°N,3.011205°E   | RI-51-0005880 | Castell de Cruïlles (Cruïlles, Monells i Sant Sadurní de l'Heura) · Vegeu més fotos d'aquest monument · Carregueu una nova foto d'aquest monument                                         |
| Restes de les antigues muralles de Cruïlles                                | BCIN 716-MH | XII-XVI                            | Cruïlles, Monells i Sant Sadurní de l'Heura                                         | 41° 57′ 20″ N, 3° 00′ 43″ E / 41.955533°N,3.011814°E   | RI-51-0005881 | Restes de les antigues muralles de Cruïlles (Cruïlles, Monells i Sant Sadurní de l'Heura) · Vegeu més fotos d'aquest monument · Carregueu una nova foto d'aquest monument                 |
| El Castell de Sant Cebrià dels Alls                                        | BCIN 717-MH | XVI-XVII, XIX                      | Cruïlles, Monells i Sant Sadurní de l'Heura                                         | 41° 53′ 14″ N, 3° 00′ 51″ E / 41.8872972°N,3.0141111°E | RI-51-0005882 | El Castell de Sant Cebrià dels Alls (Cruïlles, Monells i Sant Sadurní de l'Heura) · Vegeu més fotos d'aquest monument · Carregueu una nova foto d'aquest monument                         |
| Castell de Monells                                                         | BCIN 718-MH | XIII-XIV, XV                       | Cruïlles, Monells i Sant Sadurní de l'Heura                                         | 41° 58′ 27″ N, 2° 59′ 57″ E / 41.97403°N,2.999129°E    | RI-51-0005883 | Castell de Monells (Cruïlles, Monells i Sant Sadurní de l'Heura) · Vegeu més fotos d'aquest monument · Carregueu una nova foto d'aquest monument                                          |
| Mas de la Torre de Monells                                                 | BCIN 719-MH | XVI                                | Cruïlles, Monells i Sant Sadurní de l'Heura                                         | 41° 58′ 24″ N, 3° 00′ 27″ E / 41.973215°N,3.007628°E   | RI-51-0005884 | Mas de la Torre de Monells (Cruïlles, Monells i Sant Sadurní de l'Heura) · Vegeu més fotos d'aquest monument · Carregueu una nova foto d'aquest monument                                  |
| Església de Sant Genís                                                     |             | Gòtic, barroc XIV, XVIII           | Cruïlles, Monells i Sant Sadurní de l'Heura Monells                                 | 41° 58′ 31″ N, 2° 59′ 47″ E / 41.975332°N,2.99648°E    | IPA-7047      | Església de Sant Genís (Cruïlles, Monells i Sant Sadurní de l'Heura) · Vegeu més fotos d'aquest monument · Carregueu una nova foto d'aquest monument                                      |
| Església de Sant Joan de Salelles                                          |             | Romànic X-XI                       | Cruïlles, Monells i Sant Sadurní de l'Heura Sant Sadurní de l'Heura                 | 41° 56′ 53″ N, 2° 59′ 59″ E / 41.948056°N,2.999689°E   | IPA-7048      | Església de Sant Joan de Salelles (Cruïlles, Monells i Sant Sadurní de l'Heura) · Vegeu més fotos d'aquest monument · Carregueu una nova foto d'aquest monument                           |
| Plaça Major o plaça de Jaume I                                             |             | Gòtic                              | Cruïlles, Monells i Sant Sadurní de l'Heura Pl. Major, Monells                      | 41° 58′ 29″ N, 2° 59′ 57″ E / 41.974731°N,2.999034°E   | IPA-7050      | Plaça Major (Cruïlles, Monells i Sant Sadurní de l'Heura) · Vegeu més fotos d'aquest monument · Carregueu una nova foto d'aquest monument                                                 |
| Ca l'Estanyol                                                              |             | Gòtic tardà, historicisme XVI-XIX  | Cruïlles, Monells i Sant Sadurní de l'Heura Monells                                 | 41° 58′ 35″ N, 2° 59′ 53″ E / 41.976501°N,2.998177°E   | IPA-7051      | Ca l'Estanyol (Cruïlles, Monells i Sant Sadurní de l'Heura) · Vegeu més fotos d'aquest monument · Carregueu una nova foto d'aquest monument                                               |
| Can Fàbrega, Can Mai, Can Riba o Can Puig-salelles                         |             | Obra popular XVI-XVIII             | Cruïlles, Monells i Sant Sadurní de l'Heura Monells                                 | 41° 58′ 31″ N, 3° 00′ 01″ E / 41.975258°N,3.000385°E   | IPA-7052      | Can Fàbrega (Cruïlles, Monells i Sant Sadurní de l'Heura) · Vegeu més fotos d'aquest monument · Carregueu una nova foto d'aquest monument                                                 |
| Església de Sant Sadurní                                                   |             | Romànic, barroc XI-XVIII           | Cruïlles, Monells i Sant Sadurní de l'Heura Sant Sadurní de l'Heura                 | 41° 57′ 23″ N, 2° 59′ 27″ E / 41.956414°N,2.990872°E   | IPA-7053      | Església de Sant Sadurní (Cruïlles, Monells i Sant Sadurní de l'Heura) · Vegeu més fotos d'aquest monument · Carregueu una nova foto d'aquest monument                                    |
| Església de Santa Pel·laia                                                 |             | Romànic, barroc XI-XVII, XVIII     | Cruïlles, Monells i Sant Sadurní de l'Heura Santa Pel·laia                          | 41° 55′ 13″ N, 2° 55′ 02″ E / 41.920215°N,2.917161°E   | IPA-7054      | Església de Santa Pel·laia (Cruïlles, Monells i Sant Sadurní de l'Heura) · Vegeu més fotos d'aquest monument · Carregueu una nova foto d'aquest monument                                  |
| Església de Sant Cebrià dels Alls                                          |             | Romànic XII-XIII, XVII-XVIII       | Cruïlles, Monells i Sant Sadurní de l'Heura Sant Cebrià dels Alls                   | 41° 53′ 14″ N, 3° 00′ 54″ E / 41.887167°N,3.014867°E   | IPA-7055      | Església de Sant Cebrià dels Alls (Cruïlles, Monells i Sant Sadurní de l'Heura) · Vegeu més fotos d'aquest monument · Carregueu una nova foto d'aquest monument                           |
| Sant Cebrià de Lledó o els Metges                                          |             | Romànic, obra popular XI-XVI, XVII | Cruïlles, Monells i Sant Sadurní de l'Heura Sant Cebrià de Lledó                    | 41° 54′ 46″ N, 2° 58′ 01″ E / 41.912673°N,2.966864°E   | IPA-7056      | Sant Cebrià de Lledó (Cruïlles, Monells i Sant Sadurní de l'Heura) · Vegeu més fotos d'aquest monument · Carregueu una nova foto d'aquest monument                                        |
| Santuari de la Mare de Déu de l'Esperança                                  |             | Barroc XV-XVIII                    | Cruïlles, Monells i Sant Sadurní de l'Heura Paratge d'Esperança                     | 41° 57′ 50″ N, 3° 00′ 43″ E / 41.963923°N,3.011892°E   | IPA-7057      | Santuari de la Mare de Déu de l'Esperança (Cruïlles, Monells i Sant Sadurní de l'Heura) · Vegeu més fotos d'aquest monument · Carregueu una nova foto d'aquest monument                   |
| Església de Santa Eulàlia de Cruïlles                                      |             | Obra popular XVII-XVIII            | Cruïlles, Monells i Sant Sadurní de l'Heura Pl. Major                               | 41° 57′ 22″ N, 3° 00′ 41″ E / 41.956002°N,3.011425°E   | IPA-7058      | Església de Santa Eulàlia de Cruïlles (Cruïlles, Monells i Sant Sadurní de l'Heura) · Vegeu més fotos d'aquest monument · Carregueu una nova foto d'aquest monument                       |
| Creu de terme del santuari de la Mare de Déu de l'Esperança                |             | Gòtic tardà XVI                    | Cruïlles, Monells i Sant Sadurní de l'Heura Paratge d'Esperança davant del santuari | 41° 57′ 50″ N, 3° 00′ 42″ E / 41.963878°N,3.011651°E   | IPA-7061      | Creu de terme del santuari de la Mare de Déu de l'Esperança (Cruïlles, Monells i Sant Sadurní de l'Heura) · Vegeu més fotos d'aquest monument · Carregueu una nova foto d'aquest monument |
| Mitgera                                                                    |             | XIX                                | Cruïlles, Monells i Sant Sadurní de l'Heura Pl. de Monells                          | 41° 58′ 29″ N, 2° 59′ 56″ E / 41.974794°N,2.998913°E   | IPA-7063      | Mitgera (Cruïlles, Monells i Sant Sadurní de l'Heura) · Vegeu més fotos d'aquest monument · Carregueu una nova foto d'aquest monument                                                     |

## Foixà
| Monument                                                    | Protecció    | Estil/època                | Localització                                            | Coordenades                                          | Codi?         | Imatge |
| ----------------------------------------------------------- | ------------ | -------------------------- | ------------------------------------------------------- | ---------------------------------------------------- | ------------- | --- |
| Castell de Foixà                                            | BCIN 338-MH  | Renaixement XVI, XVIII-XIX | Foixà Barri de la Vila                                  | 42° 02′ 10″ N, 3° 00′ 03″ E / 42.036059°N,3.000739°E | RI-51-0005902 | Castell de Foixà · Vegeu més fotos d'aquest monument · Carregueu una nova foto d'aquest monument                               |
| Recinte fortificat de Foixà                                 | BCIN 1074-MH | XII-XVI                    | Foixà Nucli antic de Foixà                              | 42° 02′ 10″ N, 3° 00′ 03″ E / 42.036229°N,3.000931°E | RI-51-0005903 | Carregueu una nova foto d'aquest monument                                                                                      |
| Església de Sant Romà de Sidillà, o Sant Romà de les Arenes |              | Preromànic X               | Foixà Sant Llorenç de les Arenes                        | 42° 03′ 46″ N, 2° 59′ 47″ E / 42.062731°N,2.996453°E | IPA-380       | Església de Sant Romà de Sidillà (Foixà) · Vegeu més fotos d'aquest monument · Carregueu una nova foto d'aquest monument       |
| Santa Maria de la Sala                                      |              | Barroc XVIII               | Foixà Veïnat de la Sala de Baix                         | 42° 01′ 59″ N, 3° 01′ 00″ E / 42.033080°N,3.016769°E | IPA-7067      | Santa Maria de la Sala (Foixà) · Vegeu més fotos d'aquest monument · Carregueu una nova foto d'aquest monument                 |
| Església de Sant Joan de Foixà                              |              | Gòtic tardà XVI            | Foixà Barri de l'església                               | 42° 02′ 23″ N, 2° 59′ 49″ E / 42.039733°N,2.996829°E | IPA-7068      | Església de Sant Joan de Foixà · Vegeu més fotos d'aquest monument · Carregueu una nova foto d'aquest monument                 |
| Església de Sant Llorenç de les Arenes                      |              | Romànic XII-XIII           | Foixà Sant Llorenç de les Arenes                        | 42° 03′ 40″ N, 2° 58′ 40″ E / 42.061083°N,2.977742°E | IPA-7069      | Església de Sant Llorenç de les Arenes (Foixà) · Vegeu més fotos d'aquest monument · Carregueu una nova foto d'aquest monument |
| Creu de terme, Creu de Joan I                               |              | Gòtic XIV-XV               | Foixà Entre els dos nuclis que formen el poble de Foixà | 42° 02′ 11″ N, 2° 59′ 55″ E / 42.036495°N,2.998592°E | IPA-7070      | Creu de terme (Foixà) · Vegeu més fotos d'aquest monument · Carregueu una nova foto d'aquest monument                          |

## Fontanilles
Vegeu la llista de monuments de Fontanilles

## Forallac
Vegeu la llista de monuments de Forallac

## Garrigoles
| Monument                               | Protecció | Estil/època             | Localització                            | Coordenades                                          | Codi?    | Imatge |
| -------------------------------------- | --------- | ----------------------- | --------------------------------------- | ---------------------------------------------------- | -------- | --- |
| Església de Sant Sadurní de Garrigoles |           | Romànic XII-XIII        | Garrigoles                              | 42° 06′ 26″ N, 3° 01′ 50″ E / 42.107289°N,3.030447°E | IPA-7125 | Església de Sant Sadurní de Garrigoles · Vegeu més fotos d'aquest monument · Carregueu una nova foto d'aquest monument             |
| Església de Sant Vicenç de les Olives  |           | Romànic, gòtic XIII-XIV | Garrigoles C. de l'Església, les Olives | 42° 06′ 14″ N, 3° 01′ 15″ E / 42.103899°N,3.020819°E | IPA-7126 | Església de Sant Vicenç de les Olives (Garrigoles) · Vegeu més fotos d'aquest monument · Carregueu una nova foto d'aquest monument |
| Carrer Nou                             |           | Obra popular XVIII-XIX  | Garrigoles C. Nou, les Olives           | 42° 06′ 19″ N, 3° 01′ 15″ E / 42.105294°N,3.020768°E | IPA-7128 | Carrer Nou (Garrigoles) · Vegeu més fotos d'aquest monument · Carregueu una nova foto d'aquest monument                            |
| Can Ros                                |           | Obra popular XVIII      | Garrigoles Les Olives                   | 42° 06′ 12″ N, 3° 01′ 13″ E / 42.103291°N,3.020232°E | IPA-7127 | Can Ros (Garrigoles) · Vegeu més fotos d'aquest monument · Carregueu una nova foto d'aquest monument                               |

## Gualta
| Monument                                                               | Protecció   | Estil/època                              | Localització                    | Coordenades                                          | Codi?         | Imatge |
| ---------------------------------------------------------------------- | ----------- | ---------------------------------------- | ------------------------------- | ---------------------------------------------------- | ------------- | --- |
| Molí de Gualta                                                         | BCIN 925-MH | Obra popular, gòtic XIV, XVIII           | Gualta                          | 42° 01′ 40″ N, 3° 06′ 15″ E / 42.027663°N,3.104112°E | RI-51-0005927 | Molí de Gualta · Vegeu més fotos d'aquest monument · Carregueu una nova foto d'aquest monument                    |
| Pont de Gualta                                                         | BCIL 1990   |                                          | Gualta Sobre el riu Daró        | 42° 01′ 52″ N, 3° 06′ 12″ E / 42.031161°N,3.103205°E | IPA-7130      | Pont de Gualta · Vegeu més fotos d'aquest monument · Carregueu una nova foto d'aquest monument                    |
| Can Casadellà                                                          |             | Obra popular, renaixement XVI-XVIII      | Gualta C. Major, 2              | 42° 01′ 47″ N, 3° 06′ 12″ E / 42.029778°N,3.103342°E | IPA-7131      | Can Casadellà (Gualta) · Vegeu més fotos d'aquest monument · Carregueu una nova foto d'aquest monument            |
| Can Cornell                                                            |             | Obra popular, renaixement XV-XVII, XVIII | Gualta C. Major, 31             | 42° 01′ 40″ N, 3° 06′ 14″ E / 42.027851°N,3.103876°E | IPA-7132      | Can Cornell (Gualta) · Vegeu més fotos d'aquest monument · Carregueu una nova foto d'aquest monument              |
| Església de Santa Maria de Gualta                                      | BCIL 1990   | Neoclassicisme XVIII                     | Gualta Pl. de l'Església        | 42° 01′ 45″ N, 3° 06′ 12″ E / 42.029206°N,3.103432°E | IPA-7133      | Església de Santa Maria de Gualta · Vegeu més fotos d'aquest monument · Carregueu una nova foto d'aquest monument |
| Rec del Molí                                                           | BCIL 2005   | XVII                                     | Gualta                          | 42° 01′ 40″ N, 3° 06′ 12″ E / 42.0277°N,3.10331°E    | IPA-36307     | Rec del Molí de Gualta · Vegeu més fotos d'aquest monument · Carregueu una nova foto d'aquest monument            |
| Construccions de pedra seca al puig de la Font Pasquala o dels Formics | BCIL 2011   | Obra popular                             | Gualta Puig de la Font Pasquala |                                                      | IPA-40208     | Carregueu una nova foto d'aquest monument                                                                         |

## Jafre
| Monument                                             | Protecció   | Estil/època                       | Localització                                                                 | Coordenades                                            | Codi?         | Imatge |
| ---------------------------------------------------- | ----------- | --------------------------------- | ---------------------------------------------------------------------------- | ------------------------------------------------------ | ------------- | --- |
| Castell de Jafre                                     | BCIN 951-MH | XIII-XIV                          | Jafre C. de la Creu                                                          | 42° 04′ 22″ N, 3° 00′ 40″ E / 42.0727139°N,3.0110917°E | RI-51-0005928 | Castell de Jafre · Vegeu més fotos d'aquest monument · Carregueu una nova foto d'aquest monument                                             |
| Sant Antoni de la Salvetat                           |             | Obra popular XV-XVI, XVII         | Jafre Veïnat de la Salvetat                                                  | 42° 03′ 54″ N, 3° 00′ 19″ E / 42.065113°N,3.005150°E   | IPA-7136      | Sant Antoni de la Salvetat (Jafre) · Vegeu més fotos d'aquest monument · Carregueu una nova foto d'aquest monument                           |
| Mas Roig o Mas Tarrés                                |             | Obra popular XVI                  | Jafre Veïnat de la Salvetat                                                  | 42° 03′ 55″ N, 3° 00′ 21″ E / 42.065338°N,3.005887°E   | IPA-7137      | Carregueu una nova foto d'aquest monument |
| Can Ric                                              |             | Obra popular XVII                 | Jafre C. Major                                                               | 42° 04′ 13″ N, 3° 00′ 37″ E / 42.070359°N,3.010167°E   | IPA-7138      | Can Ric (Jafre) · Vegeu més fotos d'aquest monument · Carregueu una nova foto d'aquest monument                                              |
| Molí                                                 |             | Obra popular, barroc XVIII        | Jafre La Salvetat                                                            | 42° 03′ 54″ N, 3° 00′ 16″ E / 42.064906°N,3.004533°E   | IPA-7139      | Carregueu una nova foto d'aquest monument |
| Església de Sant Martí de Jafre                      |             | Barroc, neoclassicisme XVIII, XIX | Jafre Plaça de l'església                                                    | 42° 04′ 22″ N, 3° 00′ 39″ E / 42.072656°N,3.010965°E   | IPA-7140      | Església de Sant Martí de Jafre · Vegeu més fotos d'aquest monument · Carregueu una nova foto d'aquest monument                              |
| Santuari de la Mare de Déu de Gràcia de la Fontsanta |             | Obra popular XV-XVIII             | Jafre La Fontsanta                                                           | 42° 04′ 33″ N, 3° 00′ 33″ E / 42.075903°N,3.009092°E   | IPA-7141      | Santuari de la Mare de Déu de Gràcia de la Fontsanta (Jafre) · Vegeu més fotos d'aquest monument · Carregueu una nova foto d'aquest monument |
| La Font Santa de Jafre                               |             | Obra popular XV                   | Jafre Al sud del santuari de la Fontsanta                                    | 42° 04′ 33″ N, 3° 00′ 32″ E / 42.075795°N,3.008947°E   | IPA-7142      | La Font Santa de Jafre · Vegeu més fotos d'aquest monument · Carregueu una nova foto d'aquest monument                                       |
| Creu del Padró, creu de terme                        |             | Obra popular XX Final             | Jafre Al punt més alt del nucli urbà, al Padró, al costat del camp de futbol | 42° 04′ 30″ N, 3° 00′ 40″ E / 42.07508°N,3.01118°E     | IPA-30778     | Creu del Padró (Jafre) · Vegeu més fotos d'aquest monument · Carregueu una nova foto d'aquest monument                                       |
| Creu de Can Pou o de la Salvetat, creu de terme      |             | Barroc XVII                       | Jafre C. de la Creu, a l'entrada sud del poble                               | 42° 04′ 14″ N, 3° 00′ 46″ E / 42.070544°N,3.012886°E   | IPA-30779     | Creu de Can Pou (Jafre) · Vegeu més fotos d'aquest monument · Carregueu una nova foto d'aquest monument                                      |

## Mont-ras
| Monument                                                              | Protecció    | Estil/època     | Localització                                                      | Coordenades                                            | Codi?         | Imatge |
| --------------------------------------------------------------------- | ------------ | --------------- | ----------------------------------------------------------------- | ------------------------------------------------------ | ------------- | --- |
| La Torre Simona                                                       | BCIN 1100-MH | XIV-XV          | Mont-ras Camí ral de Palafrugell a Palamós, nucli de Torre Simona | 41° 53′ 52″ N, 3° 09′ 01″ E / 41.8977972°N,3.1503806°E | RI-51-0005964 | La Torre Simona (Mont-ras) · Vegeu més fotos d'aquest monument · Carregueu una nova foto d'aquest monument                    |
| Torre de Can Colom                                                    | BCIN 1101-MH | Medieval        | Mont-ras Pujol darrera el Mas de Cucala                           | 41° 54′ 24″ N, 3° 08′ 36″ E / 41.906624°N,3.143207°E   | RI-51-0005965 | Carregueu una nova foto d'aquest monument                                                                                     |
| Església parroquial de Sant Esteve                                    |              | Gòtic tardà XVI | Mont-ras Pl. de l'Església                                        | 41° 54′ 33″ N, 3° 08′ 37″ E / 41.909162°N,3.143557°E   | IPA-7145      | Església parroquial de Sant Esteve (Mont-ras) · Vegeu més fotos d'aquest monument · Carregueu una nova foto d'aquest monument |
| Can Vidal                                                             |              | Gòtic tardà XVI | Mont-ras C. Major                                                 | 41° 54′ 31″ N, 3° 08′ 35″ E / 41.908518°N,3.143134°E   | IPA-7146      | Can Vidal (Mont-ras) · Vegeu més fotos d'aquest monument · Carregueu una nova foto d'aquest monument                          |
| Casetes de pescadors a la cala del Crit, caseta d'en Massoti Cap Roig | BCIL 2014    | Obra popular    | Mont-ras                                                          | 41° 52′ 15″ N, 3° 10′ 38″ E / 41.870819°N,3.177354°E   | IPA-42637     | Casetes de pescadors a la cala del Crit (Mont-ras) · Modifica el valor a Wikidata · Carregueu una nova foto d'aquest monument |

## Palafrugell
Vegeu la llista de monuments de Palafrugell

## Palamós
Vegeu la llista de monuments de Palamós

## Palau-sator
| Monument                                   | Protecció    | Estil/època                               | Localització                                      | Coordenades                                          | Codi?         | Imatge |
| ------------------------------------------ | ------------ | ----------------------------------------- | ------------------------------------------------- | ---------------------------------------------------- | ------------- | --- |
| Església de Sant Julià de Boada            | BCIN 168-MH  | Preromànic X                              | Palau-sator Sant Julià de Boada                   | 41° 59′ 07″ N, 3° 07′ 19″ E / 41.985391°N,3.121933°E | RI-51-0000568 | Ermita de Sant Julià de Boada (Palau-sator) · Vegeu més fotos d'aquest monument · Carregueu una nova foto d'aquest monument              |
| Castell de Palau-sator                     | BCIN 1180-MH | X-XI, XIV-XV                              | Palau-sator                                       | 41° 59′ 23″ N, 3° 06′ 36″ E / 41.989658°N,3.110073°E | RI-51-0005993 | Castell de Palau-sator · Vegeu més fotos d'aquest monument · Carregueu una nova foto d'aquest monument                                   |
| Torre Portal, dita de les Hores            | BCIN 1181-MH | XIV                                       | Palau-sator                                       | 41° 59′ 20″ N, 3° 06′ 37″ E / 41.988833°N,3.110333°E | RI-51-0005995 | Torre Portal (Palau-sator) · Vegeu més fotos d'aquest monument · Carregueu una nova foto d'aquest monument                               |
| Torre cilíndrica a Pantaleu                | BCIN 1182-MH | XVI-XVII                                  | Palau-sator                                       | 41° 59′ 20″ N, 3° 06′ 35″ E / 41.988833°N,3.109861°E | RI-51-0005996 | Torre cilíndrica a Pantaleu (Palau-sator) · Vegeu més fotos d'aquest monument · Carregueu una nova foto d'aquest monument                |
| Muralles de Palau-sator                    | BCIN 3867-MH | Romànic, gòtic XII-XVI                    | Palau-sator                                       | 41° 59′ 22″ N, 3° 06′ 36″ E / 41.989437°N,3.11°E     | RI-51-0005994 | Carregueu una nova foto d'aquest monument                                                                                                |
| Nucli intramurs de la vila de Palau-sator  | BCIN 1915-CH | Romànic, gòtic, obra popular Medieval-XXI | Palau-sator                                       | 41° 59′ 21″ N, 3° 06′ 36″ E / 41.98926°N,3.11011°E   | IPA-6746      | Nucli intramurs de la vila de Palau-sator · Vegeu més fotos d'aquest monument · Carregueu una nova foto d'aquest monument                |
| Llinda al carrer de Vilademunt             |              | XVIII                                     | Palau-sator C. de Vilademunt, Sant Feliu de Boada | 41° 58′ 22″ N, 3° 07′ 32″ E / 41.972890°N,3.125625°E | IPA-7214      | Llinda al carrer de Vilademunt (Palau-sator) · Vegeu més fotos d'aquest monument · Carregueu una nova foto d'aquest monument             |
| Església de Sant Pau de Fontclara          |              | Romànic, barroc XI, XVI-XVII              | Palau-sator Fontclara                             | 41° 59′ 38″ N, 3° 07′ 22″ E / 41.99385°N,3.12275°E   | IPA-7219      | Església de Sant Pau de Fontclara (Palau-sator) · Vegeu més fotos d'aquest monument · Carregueu una nova foto d'aquest monument          |
| Església parroquial de Sant Pere           |              | Romànic, gòtic tardà XII-XIII, XVI-XVII   | Palau-sator                                       | 41° 59′ 17″ N, 3° 06′ 34″ E / 41.988158°N,3.109394°E | IPA-7220      | Església parroquial de Sant Pere (Palau-sator) · Vegeu més fotos d'aquest monument · Carregueu una nova foto d'aquest monument           |
| Església parroquial de Sant Feliu de Boada |              | Gòtic tardà XVI                           | Palau-sator Sant Feliu de Boada                   | 41° 58′ 26″ N, 3° 07′ 32″ E / 41.973818°N,3.125421°E | IPA-7221      | Església parroquial de Sant Feliu de Boada (Palau-sator) · Vegeu més fotos d'aquest monument · Carregueu una nova foto d'aquest monument |
| Creu de terme                              |              | Gòtic tardà XVI                           | Palau-sator A l'interior del cementiri            | 41° 59′ 17″ N, 3° 06′ 34″ E / 41.987932°N,3.109450°E | IPA-7222      | Creu de terme (Palau-sator) · Vegeu més fotos d'aquest monument · Carregueu una nova foto d'aquest monument                              |

## Pals
Vegeu la llista de monuments de Pals

## Parlavà
| Monument                                 | Protecció    | Estil/època     | Localització                          | Coordenades                                          | Codi?         | Imatge |
| ---------------------------------------- | ------------ | --------------- | ------------------------------------- | ---------------------------------------------------- | ------------- | --- |
| Església fortificada de Sant Feliu       | BCIN 1205-MH | XV              | Parlavà                               | 42° 01′ 20″ N, 3° 01′ 48″ E / 42.022245°N,3.030048°E | RI-51-0006012 | Església fortificada de Sant Feliu (Parlavà) · Vegeu més fotos d'aquest monument · Carregueu una nova foto d'aquest monument       |
| Castell de Fonolleres                    | BCIN 1206-MH |                 | Parlavà Fonolleres                    | 42° 01′ 17″ N, 3° 03′ 08″ E / 42.021290°N,3.052279°E | RI-51-0006013 | Carregueu una nova foto d'aquest monument                                                                                          |
| Casal fortificat Mas de Puig             | BCIN 1207-MH | XVII            | Parlavà                               | 42° 01′ 13″ N, 3° 01′ 47″ E / 42.020196°N,3.029753°E | RI-51-0006014 | Carregueu una nova foto d'aquest monument                                                                                          |
| Mas Cros                                 | BCIN 1208-MH |                 | Parlavà                               | 42° 01′ 21″ N, 3° 01′ 44″ E / 42.022418°N,3.028843°E | RI-51-0006015 | Carregueu una nova foto d'aquest monument                                                                                          |
| Església de Sant Cristòfol de Fonolleres |              | Gòtic tardà XVI | Parlavà Pl. de l'Església, Fonolleres | 42° 01′ 16″ N, 3° 03′ 08″ E / 42.021015°N,3.052167°E | IPA-7242      | Església de Sant Cristòfol de Fonolleres (Parlavà) · Vegeu més fotos d'aquest monument · Carregueu una nova foto d'aquest monument |
| Mas Solers                               |              | XVII-XVIII      | Parlavà                               | 42° 01′ 20″ N, 3° 01′ 50″ E / 42.022321°N,3.030569°E | IPA-7245      | Mas Solers (Parlavà) · Vegeu més fotos d'aquest monument · Carregueu una nova foto d'aquest monument                               |

## La Pera
| Monument                                | Protecció    | Estil/època                        | Localització                         | Coordenades                                          | Codi?         | Imatge |
| --------------------------------------- | ------------ | ---------------------------------- | ------------------------------------ | ---------------------------------------------------- | ------------- | --- |
| Castell de Púbol i església del castell | BCIN 377-MH  | Gòtic tardà XI, XIV-XVI            | La Pera                              | 42° 00′ 53″ N, 2° 59′ 00″ E / 42.014799°N,2.983372°E | RI-51-0006021 | Castell de Púbol i església del castell (la Pera) · Vegeu més fotos d'aquest monument · Carregueu una nova foto d'aquest monument |
| La Força de la Pera                     | BCIN 1069-MH | Medieval                           | La Pera                              | 42° 01′ 14″ N, 2° 58′ 26″ E / 42.020546°N,2.973785°E | RI-51-0006020 | La Força de la Pera · Vegeu més fotos d'aquest monument · Carregueu una nova foto d'aquest monument                               |
| Muralles de Púbol                       | BCIN 1070-MH | Medieval                           | La Pera Púbol                        | 42° 00′ 51″ N, 2° 59′ 00″ E / 42.014251°N,2.983442°E | RI-51-0006022 | Muralles de Púbol (la Pera) · Vegeu més fotos d'aquest monument · Carregueu una nova foto d'aquest monument                       |
| Can Canada                              |              | Obra popular XVIII                 | La Pera Plaça Major, Púbol           | 42° 00′ 52″ N, 2° 58′ 57″ E / 42.014405°N,2.982568°E | IPA-7249      | Can Canada (Púbol, la Pera) · Vegeu més fotos d'aquest monument · Carregueu una nova foto d'aquest monument                       |
| Ca l'Almar                              |              | Obra popular XVII                  | La Pera Púbol                        | 42° 00′ 51″ N, 2° 58′ 58″ E / 42.014167°N,2.982665°E | IPA-7250      | Ca l'Almar (Púbol, la Pera) · Vegeu més fotos d'aquest monument · Carregueu una nova foto d'aquest monument                       |
| Ca la Sorda                             |              | Obra popular XIV-XV                | La Pera C. Major - c. Quintà - Púbol | 42° 00′ 50″ N, 2° 58′ 58″ E / 42.013757°N,2.982677°E | IPA-7251      | Ca la Sorda (Púbol, la Pera) · Vegeu més fotos d'aquest monument · Carregueu una nova foto d'aquest monument                      |
| Can Ciano                               |              | Obra popular XVI                   | La Pera Pl. Major, Púbol             | 42° 00′ 52″ N, 2° 58′ 56″ E / 42.014477°N,2.982333°E | IPA-7252      | Can Ciano (Púbol, la Pera) · Vegeu més fotos d'aquest monument · Carregueu una nova foto d'aquest monument                        |
| Mas Negre                               |              | Obra popular XV-XVIII              | La Pera Púbol                        | 42° 01′ 35″ N, 2° 57′ 32″ E / 42.026441°N,2.958756°E | IPA-7253      | Carregueu una nova foto d'aquest monument                                                                                         |
| Can Carles                              |              | Gòtic XIV-XV                       | La Pera C. Major, Púbol              | 42° 00′ 50″ N, 2° 58′ 57″ E / 42.013969°N,2.982448°E | IPA-7254      | Can Carles (Púbol, la Pera) · Vegeu més fotos d'aquest monument · Carregueu una nova foto d'aquest monument                       |
| Carrer del Racó                         |              | Obra popular, renaixement XVI-XVII | La Pera Púbol                        | 42° 00′ 53″ N, 2° 58′ 58″ E / 42.014752°N,2.982810°E | IPA-7256      | Carrer del Racó (Púbol, la Pera) · Vegeu més fotos d'aquest monument · Carregueu una nova foto d'aquest monument                  |
| Església de Sant Isidor de la Pera      |              | Gòtic tardà XVI-XVII               | La Pera Plaça Major                  | 42° 01′ 14″ N, 2° 58′ 25″ E / 42.020447°N,2.973653°E | IPA-7257      | Església de Sant Isidor de la Pera (la Pera) · Vegeu més fotos d'aquest monument · Carregueu una nova foto d'aquest monument      |
| Església de Sant Andreu de Pedrinyà     |              | Romànic XI                         | La Pera C. de l'Església, Pedrinyà   | 42° 00′ 34″ N, 2° 57′ 53″ E / 42.009492°N,2.964834°E | IPA-7258      | Església de Sant Andreu de Pedrinyà (la Pera) · Vegeu més fotos d'aquest monument · Carregueu una nova foto d'aquest monument     |
| Mas Savalls                             |              | Obra popular XVII-XVIII            | La Pera A 500 m a ponent del poble   | 42° 01′ 11″ N, 2° 58′ 08″ E / 42.019656°N,2.968973°E | IPA-7259      | Carregueu una nova foto d'aquest monument                                                                                         |
| Plaça Major de Púbol                    |              |                                    | La Pera Púbol                        | 42° 00′ 51″ N, 2° 58′ 57″ E / 42.014284°N,2.982460°E | IPA-7262      | Plaça Major de Púbol (la Pera) · Vegeu més fotos d'aquest monument · Carregueu una nova foto d'aquest monument                    |
| Testa de pedra                          |              | Barroc, obra popular XVIII         | La Pera C. Major cantonada c. Pedró  | 42° 01′ 16″ N, 2° 58′ 24″ E / 42.021017°N,2.973423°E | IPA-7263      | Testa (la Pera) · Vegeu més fotos d'aquest monument · Carregueu una nova foto d'aquest monument                                   |

## Regencós
| Monument                                            | Protecció    | Estil/època              | Localització                           | Coordenades                                          | Codi?         | Imatge |
| --------------------------------------------------- | ------------ | ------------------------ | -------------------------------------- | ---------------------------------------------------- | ------------- | --- |
| Recinte fortificat                                  | BCIN 1348-MH | XIV-XV                   | Regencós                               | 41° 57′ 07″ N, 3° 10′ 10″ E / 41.952065°N,3.169537°E | RI-51-0006045 | Recinte fortificat (Regencós) · Vegeu més fotos d'aquest monument · Carregueu una nova foto d'aquest monument                         |
| Forn de Can Marc                                    |              | XIX                      | Regencós C. Nou                        | 41° 57′ 09″ N, 3° 10′ 18″ E / 41.952581°N,3.171698°E | IPA-7266      | Carregueu una nova foto d'aquest monument                                                                                             |
| Mas Prats                                           |              | Obra popular XVII-XVIII  | Regencós Afores                        | 41° 57′ 06″ N, 3° 10′ 38″ E / 41.951659°N,3.177191°E | IPA-7267      | Carregueu una nova foto d'aquest monument                                                                                             |
| Mas Pagès                                           |              | Obra popular XVII-XVIII  | Regencós Ctra. de Palafrugell          | 41° 56′ 50″ N, 3° 09′ 56″ E / 41.947096°N,3.165666°E | IPA-7268      | Carregueu una nova foto d'aquest monument                                                                                             |
| Can Donjó, o Mas Mató                               |              | Obra popular XVIII       | Regencós Afores                        | 41° 56′ 54″ N, 3° 10′ 09″ E / 41.948226°N,3.169077°E | IPA-7269      | Can Donjó (Regencós) · Vegeu més fotos d'aquest monument · Carregueu una nova foto d'aquest monument                                  |
| Villa Pepita, o Can Bofill                          |              | XVII-XVIII               | Regencós C. Nou                        | 41° 57′ 09″ N, 3° 10′ 29″ E / 41.952388°N,3.174629°E | IPA-7270      | Carregueu una nova foto d'aquest monument                                                                                             |
| Carrer de les Cases Noves                           |              | Gòtic XV                 | Regencós C. de les Cases Noves         | 41° 57′ 11″ N, 3° 10′ 12″ E / 41.952922°N,3.170076°E | IPA-7271      | Carrer de les Cases Noves (Regencós) · Vegeu més fotos d'aquest monument · Carregueu una nova foto d'aquest monument                  |
| Església de Sant Vicenç de Regencós                 |              | Neoclassicisme XIX Inici | Regencós C. de l'Església              | 41° 57′ 09″ N, 3° 10′ 12″ E / 41.952566°N,3.169978°E | IPA-7272      | Església de Sant Vicenç de Regencós · Vegeu més fotos d'aquest monument · Carregueu una nova foto d'aquest monument                   |
| Molí fariner                                        |              |                          | Regencós Al molí d'en Coll             | 41° 56′ 45″ N, 3° 09′ 10″ E / 41.945702°N,3.152771°E | IPA-7273      | Carregueu una nova foto d'aquest monument                                                                                             |
| Mas Andreu                                          |              | Obra popular XVIII       | Regencós Afores                        | 41° 56′ 57″ N, 3° 10′ 15″ E / 41.949138°N,3.170711°E | IPA-7274      | Carregueu una nova foto d'aquest monument                                                                                             |
| Can Raventós                                        |              | XVI-XVII                 | Regencós Veïnat de Puigcalent          | 41° 56′ 41″ N, 3° 10′ 18″ E / 41.944818°N,3.171622°E | IPA-7276      | Carregueu una nova foto d'aquest monument                                                                                             |
| Masia                                               |              | Gòtic, obra popular XVI  | Regencós C. de l'Església              | 41° 57′ 09″ N, 3° 10′ 11″ E / 41.952422°N,3.169706°E | IPA-7278      | Carregueu una nova foto d'aquest monument                                                                                             |
| Ca l'Anton Pruneda                                  |              | Obra popular XIX         | Regencós C. de l'Església              | 41° 57′ 10″ N, 3° 10′ 12″ E / 41.952823°N,3.169997°E | IPA-7279      | Carregueu una nova foto d'aquest monument                                                                                             |
| Habitatge al carrer de les Cases Noves, 15          |              | Obra popular XVIII-XIX   | Regencós C. de les Cases Noves, 15     | 41° 57′ 11″ N, 3° 10′ 16″ E / 41.953042°N,3.171090°E | IPA-7280      | Habitatge al carrer de les Cases Noves, 15 (Regencós) · Vegeu més fotos d'aquest monument · Carregueu una nova foto d'aquest monument |
| Habitatge al carrer dels Rajolers                   |              | Obra popular XVIII       | Regencós C. dels Rajolers              | 41° 57′ 07″ N, 3° 10′ 10″ E / 41.951882°N,3.169307°E | IPA-7281      | Carregueu una nova foto d'aquest monument                                                                                             |
| Villa Conejo                                        |              | Obra popular XIX         | Regencós C. Torres Jonama (enderrocat) | 41° 57′ 10″ N, 3° 10′ 17″ E / 41.952757°N,3.171408°E | IPA-7282      | Carregueu una nova foto d'aquest monument                                                                                             |
| Habitatge al carrer de l'Església                   |              | XVIII-XIX                | Regencós C. de l'Església              | 41° 57′ 08″ N, 3° 10′ 12″ E / 41.952228°N,3.169935°E | IPA-7283      | Carregueu una nova foto d'aquest monument                                                                                             |
| Can Salvador                                        |              | Obra popular XVIII       | Regencós Pl. de la Rectoria            | 41° 57′ 08″ N, 3° 10′ 13″ E / 41.952359°N,3.170153°E | IPA-7284      | Carregueu una nova foto d'aquest monument                                                                                             |
| Casa dels masovers de Villa Pepita, o de Can Bofill |              | Obra popular XVII        | Regencós Ctra. de Begur                | 41° 57′ 08″ N, 3° 10′ 30″ E / 41.952252°N,3.174912°E | IPA-7285      | Carregueu una nova foto d'aquest monument                                                                                             |
| Molí d'en Coll, o Colls                             |              | XVIII                    | Regencós Vora de la riera dels Molins  | 41° 56′ 45″ N, 3° 09′ 10″ E / 41.945702°N,3.152771°E | IPA-7286      | Carregueu una nova foto d'aquest monument                                                                                             |
| Finestra a la façana de Can Vilopriu                |              | Gòtic XVI                | Regencós                               | 41° 57′ 08″ N, 3° 10′ 10″ E / 41.952292°N,3.169540°E | IPA-7287      | Finestra a la façana de Can Vilopriu (Regencós) · Vegeu més fotos d'aquest monument · Carregueu una nova foto d'aquest monument       |

## Rupià
Vegeu la llista de monuments de Rupià

## Sant Feliu de Guíxols
Vegeu la llista de monuments de Sant Feliu de Guíxols

## Santa Cristina d'Aro
Vegeu la llista de monuments de Santa Cristina d'Aro

## Serra de Daró
| Monument                                                              | Protecció    | Estil/època                    | Localització                                           | Coordenades                                          | Codi?         | Imatge |
| --------------------------------------------------------------------- | ------------ | ------------------------------ | ------------------------------------------------------ | ---------------------------------------------------- | ------------- | --- |
| Castell de Sant Iscle o torre i murs de la fortificació de Sant Iscle | BCIN 1562-MH | XIII-XVII                      | Serra de Daró Sant Iscle d'Empordà                     | 42° 01′ 53″ N, 3° 03′ 23″ E / 42.031457°N,3.056284°E | RI-51-0006115 | Castell de Sant Iscle (Serra de Daró) · Vegeu més fotos d'aquest monument · Carregueu una nova foto d'aquest monument                   |
| El Mas Cunyà                                                          | BCIN 1563-MH | Obra popular                   | Serra de Daró                                          | 42° 01′ 27″ N, 3° 03′ 57″ E / 42.024122°N,3.065769°E | RI-51-0006116 | Carregueu una nova foto d'aquest monument                                                                                               |
| Mas Serrallers                                                        | BCIN 1564-MH | XVI                            | Serra de Daró                                          | 42° 01′ 43″ N, 3° 04′ 21″ E / 42.028487°N,3.072495°E | RI-51-0006117 | Mas Serrallers (Serra de Daró) · Vegeu més fotos d'aquest monument · Carregueu una nova foto d'aquest monument                          |
| Casa rectoral                                                         |              | Eclecticisme XIX Final         | Serra de Daró                                          | 42° 01′ 43″ N, 3° 04′ 19″ E / 42.028533°N,3.071968°E | IPA-7423      | Casa rectoral (Serra de Daró) · Vegeu més fotos d'aquest monument · Carregueu una nova foto d'aquest monument                           |
| Església parroquial de Santa Maria                                    |              | Neoclassicisme XIX Final       | Serra de Daró Pl. de l'Església                        | 42° 01′ 43″ N, 3° 04′ 20″ E / 42.028568°N,3.072312°E | IPA-7424      | Església parroquial de Santa Maria (Serra de Daró) · Vegeu més fotos d'aquest monument · Carregueu una nova foto d'aquest monument      |
| Església de Sant Iscle i Santa Victòria                               |              | Romànic, barroc XII, XVII, XIX | Serra de Daró Sant Iscle d'Empordà                     | 42° 01′ 56″ N, 3° 03′ 25″ E / 42.032241°N,3.056988°E | IPA-7422      | Església de Sant Iscle i Santa Victòria (Serra de Daró) · Vegeu més fotos d'aquest monument · Carregueu una nova foto d'aquest monument |
| Mas Cebrià                                                            |              | XVII-XVIII                     | Serra de Daró al nord el nucli de Sant Iscle d'Empordà | 42° 02′ 27″ N, 3° 03′ 07″ E / 42.040901°N,3.051919°E | IPA-7421      | Vegeu més fotos d'aquest monument · Carregueu una nova foto d'aquest monument                                                           |

## La Tallada d'Empordà
| Monument                                                    | Protecció    | Estil/època                 | Localització                         | Coordenades                                          | Codi?         | Imatge |
| ----------------------------------------------------------- | ------------ | --------------------------- | ------------------------------------ | ---------------------------------------------------- | ------------- | --- |
| Castell de la Tallada                                       | BCIN 1442-MH | Romànic XIV-XV, XVI         | La Tallada d'Empordà                 | 42° 04′ 49″ N, 3° 03′ 19″ E / 42.080204°N,3.055198°E | RI-51-0006120 | Castell de la Tallada (la Tallada d'Empordà) · Vegeu més fotos d'aquest monument · Carregueu una nova foto d'aquest monument              |
| Església de la Tallada o Església parroquial de Santa Maria | BCIN 1849-MH | Romànic XII-XIII, XVIII     | La Tallada d'Empordà                 | 42° 04′ 48″ N, 3° 03′ 21″ E / 42.080038°N,3.055815°E | RI-51-0006121 | Església de la Tallada (la Tallada d'Empordà) · Vegeu més fotos d'aquest monument · Carregueu una nova foto d'aquest monument             |
| Església de Sant Mateu                                      | BCIL 2011    | Obra popular XVII-XVIII     | La Tallada d'Empordà Canet de Verges | 42° 03′ 11″ N, 3° 04′ 05″ E / 42.05296°N,3.06818°E   | IPA-7430      | Església de Sant Mateu (la Tallada d'Empordà) · Vegeu més fotos d'aquest monument · Carregueu una nova foto d'aquest monument             |
| Església de Sant Climent                                    | BCIL 2011    | Romànic XI, XVIII           | La Tallada d'Empordà Tor             | 42° 05′ 21″ N, 3° 04′ 00″ E / 42.089062°N,3.066793°E | IPA-7431      | Església de Sant Climent (la Tallada d'Empordà) · Vegeu més fotos d'aquest monument · Carregueu una nova foto d'aquest monument           |
| Església de Sant Esteve de Maranyà                          | BCIL 2011    | Romànic XI-XIII, XVII-XVIII | La Tallada d'Empordà Maranyà         | 42° 05′ 31″ N, 3° 02′ 47″ E / 42.091944°N,3.046389°E | IPA-7432      | Església de Sant Esteve de Maranyà (la Tallada d'Empordà) · Vegeu més fotos d'aquest monument · Carregueu una nova foto d'aquest monument |

## Torrent
| Monument               | Protecció    | Estil/època       | Localització      | Coordenades                                          | Codi?         | Imatge                                                                                                 |
| ---------------------- | ------------ | ----------------- | ----------------- | ---------------------------------------------------- | ------------- | --- |
| Castell de Torrent     | BCIN 1656-MH | XIV-XV            | Torrent Pl. Major | 41° 57′ 07″ N, 3° 07′ 39″ E / 41.951944°N,3.127583°E | RI-51-0006123 | Castell de Torrent · Vegeu més fotos d'aquest monument · Carregueu una nova foto d'aquest monument     |
| Sant Vicenç de Torrent |              | Barroc XVIII      | Torrent           | 41° 57′ 08″ N, 3° 07′ 38″ E / 41.952108°N,3.127148°E | IPA-7435      | Sant Vicenç de Torrent · Vegeu més fotos d'aquest monument · Carregueu una nova foto d'aquest monument |
| Can Figa o Can Joanals |              | Obra popular XVII | Torrent Torrentí  | 41° 57′ 34″ N, 3° 07′ 30″ E / 41.959419°N,3.125003°E | IPA-7436      | Carregueu una nova foto d'aquest monument                                                              |

## Torroella de Montgrí
Vegeu la llista de monuments de Torroella de Montgrí

## Ullà
| Monument                                    | Protecció | Estil/època                           | Localització                                           | Coordenades                                          | Codi?    | Imatge |
| ------------------------------------------- | --------- | ------------------------------------- | ------------------------------------------------------ | ---------------------------------------------------- | -------- | --- |
| Habitatge al carrer dels Bous, 7            |           | Obra popular XVII                     | Ullà C. dels Bous, 7                                   | 42° 03′ 00″ N, 3° 06′ 29″ E / 42.050095°N,3.107925°E | IPA-7493 | Carregueu una nova foto d'aquest monument                                                                      |
| Habitatge al carrer de la Volta, 6          |           | Obra popular, renaixement XVIII Inici | Ullà C. de la Volta, 6                                 | 42° 03′ 04″ N, 3° 06′ 29″ E / 42.051090°N,3.108036°E | IPA-7494 | Carregueu una nova foto d'aquest monument                                                                      |
| Habitatge al carrer de l'Església, 11       |           | Obra popular, barroc XVIII            | Ullà C. de l'Església, 11                              | 42° 03′ 08″ N, 3° 06′ 29″ E / 42.052260°N,3.108050°E | IPA-7495 | Carregueu una nova foto d'aquest monument                                                                      |
| Can Prat                                    |           | XIX-XX                                | Ullà                                                   | 42° 03′ 08″ N, 3° 06′ 35″ E / 42.052259°N,3.109802°E | IPA-7496 | Carregueu una nova foto d'aquest monument                                                                      |
| Mas Xiquet                                  |           | Obra popular XVII-XIX                 | Ullà                                                   | 42° 03′ 17″ N, 3° 06′ 35″ E / 42.054826°N,3.109668°E | IPA-7497 | Carregueu una nova foto d'aquest monument                                                                      |
| Església de Santa Maria d'Ullà              |           | Barroc XVIII-XIX                      | Ullà                                                   | 42° 03′ 06″ N, 3° 06′ 29″ E / 42.051666°N,3.108164°E | IPA-7498 | Església de Santa Maria d'Ullà · Vegeu més fotos d'aquest monument · Carregueu una nova foto d'aquest monument |
| Església de Sant Andreu d'Ullà              |           | Romànic X-XI                          | Ullà Placeta de Sant Andreu                            | 42° 03′ 02″ N, 3° 06′ 26″ E / 42.050546°N,3.107266°E | IPA-7499 | Església de Sant Andreu d'Ullà · Vegeu més fotos d'aquest monument · Carregueu una nova foto d'aquest monument |
| Restes de la canònica de Santa Maria d'Ullà |           | Medieval                              | Ullà Al camí de l'església vella, a l'hort del capellà |                                                      | IPA-7500 | Carregueu una nova foto d'aquest monument                                                                      |

## Ullastret
| Monument                                                      | Protecció       | Estil/època                                   | Localització                                                 | Coordenades                                            | Codi?         | Imatge |
| ------------------------------------------------------------- | --------------- | --------------------------------------------- | ------------------------------------------------------------ | ------------------------------------------------------ | ------------- | --- |
| Castell d'Ullastret o Torre de la Presó, muralles d'Ullastret | BCIN 1072-MH    | Medieval                                      | Ullastret                                                    | 42° 00′ 03″ N, 3° 04′ 06″ E / 42.0008528°N,3.0682417°E | RI-51-0006140 | Castell d'Ullastret · Vegeu més fotos d'aquest monument · Carregueu una nova foto d'aquest monument                           |
| Castell de Sant Andreu                                        | BCIN 1073-MH    | XII-XIII                                      | Ullastret                                                    | 42° 00′ 21″ N, 3° 04′ 47″ E / 42.0058639°N,3.0797722°E | RI-51-0006141 | Castell de Sant Andreu (Ullastret) · Vegeu més fotos d'aquest monument · Carregueu una nova foto d'aquest monument            |
| La Vila d'Ullastret                                           | BCIN 1913-CH-EN | Gòtic, renaixement, obra popular Medieval-XXI | Ullastret                                                    | 42° 00′ 01″ N, 3° 04′ 07″ E / 42.00034°N,3.06859°E     | IPA-6744      | La Vila d'Ullastret · Vegeu més fotos d'aquest monument · Carregueu una nova foto d'aquest monument                           |
| Ca l'Hospitaler, o Mas de la Creu                             |                 | Obra popular XVI                              | Ullastret C. Notaria - c. Major                              | 42° 00′ 04″ N, 3° 03′ 57″ E / 42.001071°N,3.065887°E   | IPA-7502      | Ca l'Hospitaler (Ullastret) · Vegeu més fotos d'aquest monument · Carregueu una nova foto d'aquest monument                   |
| Can Terrats, antic Mas Pi                                     |                 | Gòtic, renaixement XVI                        | Ullastret Al nord del nucli urbà                             | 42° 00′ 05″ N, 3° 04′ 08″ E / 42.001303°N,3.068894°E   | IPA-7503      | Can Terrats (Ullastret) · Vegeu més fotos d'aquest monument · Carregueu una nova foto d'aquest monument                       |
| Façana de l'antiga Can Bou                                    |                 | Gòtic-renaixement XVI                         | Ullastret C. Notaria                                         | 42° 00′ 04″ N, 3° 04′ 00″ E / 42.000998°N,3.066714°E   | IPA-7504      | Façana de l'antiga Can Bou (Ullastret) · Vegeu més fotos d'aquest monument · Carregueu una nova foto d'aquest monument        |
| Can Bou                                                       |                 | Obra popular XVII-XVIII                       | Ullastret C. Major                                           | 42° 00′ 03″ N, 3° 04′ 00″ E / 42.000705°N,3.066768°E   | IPA-7505      | Can Bou (Ullastret) · Vegeu més fotos d'aquest monument · Carregueu una nova foto d'aquest monument                           |
| Llotja, o Plaça Coberta                                       |                 | Gòtic XIV-XV                                  | Ullastret C. Hospital - c. Major o dels Bous                 | 42° 00′ 02″ N, 3° 04′ 04″ E / 42.000444°N,3.067643°E   | IPA-7506      | Llotja (Ullastret) · Vegeu més fotos d'aquest monument · Carregueu una nova foto d'aquest monument                            |
| Finestra i restes de portal                                   |                 | Gòtic tardà XVII                              | Ullastret C. dels Bous, 5                                    | 42° 00′ 01″ N, 3° 03′ 57″ E / 42.00020°N,3.06582°E     | IPA-7507      | Carregueu una nova foto d'aquest monument                                                                                     |
| Església de Sant Pere d'Ullastret                             |                 | Romànic, barroc XI, XVII-XVIII                | Ullastret Pl. de l'Església                                  | 42° 00′ 02″ N, 3° 04′ 07″ E / 42.000542°N,3.068726°E   | IPA-7508      | Església de Sant Pere d'Ullastret (Ullastret) · Vegeu més fotos d'aquest monument · Carregueu una nova foto d'aquest monument |
| Can Mascarós                                                  |                 | Obra popular XVI-XVII                         | Ullastret C. dels Valls                                      | 42° 00′ 00″ N, 3° 04′ 10″ E / 41.999981°N,3.069499°E   | IPA-7511      | Can Mascarós (Ullastret) · Vegeu més fotos d'aquest monument · Carregueu una nova foto d'aquest monument                      |
| Mas Teixidor o Mas Cantó                                      |                 | Obra popular XVIII                            | Ullastret C. M. Ralló, 6                                     | 41° 59′ 58″ N, 3° 04′ 08″ E / 41.999373°N,3.068806°E   | IPA-7512      | Mas Teixidor (Ullastret) · Vegeu més fotos d'aquest monument · Carregueu una nova foto d'aquest monument                      |
| Basament de creu de terme o pedró                             |                 | Obra popular                                  | Ullastret C. Major - c. de la Notaria (a l'extrem)           | 42° 00′ 04″ N, 3° 03′ 57″ E / 42.001107°N,3.065730°E   | IPA-7513      | Basament de creu de terme (Ullastret) · Vegeu més fotos d'aquest monument · Carregueu una nova foto d'aquest monument         |
| Can Torroella o Mas Martorell                                 |                 | Gòtic tardà XVI                               | Ullastret C. Marcel Ralló                                    | 41° 59′ 57″ N, 3° 04′ 06″ E / 41.999164°N,3.068469°E   | IPA-7514      | Can Torroella (Ullastret) · Vegeu més fotos d'aquest monument · Carregueu una nova foto d'aquest monument                     |
| Can Romaguera                                                 |                 | Obra popular                                  | Ullastret Barri del Fort                                     | 42° 00′ 02″ N, 3° 04′ 10″ E / 42.000587°N,3.069358°E   | IPA-7515      | Can Romaguera (Ullastret) · Vegeu més fotos d'aquest monument · Carregueu una nova foto d'aquest monument                     |
| Can Pelegrí                                                   |                 | Obra popular XVIII                            | Ullastret C. Major - c. dels Bous                            | 42° 00′ 02″ N, 3° 03′ 59″ E / 42.000656°N,3.066466°E   | IPA-7516      | Can Pelegrí (Ullastret) · Vegeu més fotos d'aquest monument · Carregueu una nova foto d'aquest monument                       |
| Ajuntament d'Ullastret                                        |                 | Modernisme, eclecticisme XIX-XX               | Ullastret Pl. de l'Ajuntament                                | 42° 00′ 00″ N, 3° 04′ 06″ E / 42.000020°N,3.068355°E   | IPA-7517      | Ajuntament d'Ullastret · Vegeu més fotos d'aquest monument · Carregueu una nova foto d'aquest monument                        |
| Basament d'una creu de terme o pedró                          |                 | Obra popular                                  | Ullastret A l'antiga era de Can Bou, a ponent del Gran Firal | 42° 00′ 07″ N, 3° 04′ 01″ E / 42.002016°N,3.066872°E   | IPA-31176     | Carregueu una nova foto d'aquest monument                                                                                     |
| Pou públic                                                    |                 | Obra popular                                  | Ullastret Carrer de la presó                                 | 42° 00′ 02″ N, 3° 04′ 05″ E / 42.000488°N,3.067981°E   | IPA-31178     | Pou públic (Ullastret) · Vegeu més fotos d'aquest monument · Carregueu una nova foto d'aquest monument                        |

## Ultramort
| Monument                               | Protecció    | Estil/època           | Localització       | Coordenades                                            | Codi?         | Imatge |
| -------------------------------------- | ------------ | --------------------- | ------------------ | ------------------------------------------------------ | ------------- | --- |
| Castell de Finestres o Castell de Gleu | BCIN 1672-MH | XVI-XVII              | Ultramort          | 42° 02′ 18″ N, 3° 02′ 05″ E / 42.0383694°N,3.0346861°E | RI-51-0006142 | Castell de Finestres (Ultramort) · Vegeu més fotos d'aquest monument · Carregueu una nova foto d'aquest monument                  |
| Església de Santa Eulàlia d'Ultramort  |              | Romànic XIII-XIV      | Ultramort          | 42° 02′ 11″ N, 3° 02′ 04″ E / 42.036251°N,3.034367°E   | IPA-7520      | Església de Santa Eulàlia d'Ultramort (Ultramort) · Vegeu més fotos d'aquest monument · Carregueu una nova foto d'aquest monument |
| Mas de la Devesa                       |              | Obra popular XVI-XVII | Ultramort C. Major | 42° 02′ 06″ N, 3° 02′ 06″ E / 42.035111°N,3.034885°E   | IPA-7521      | Carregueu una nova foto d'aquest monument                                                                                         |
| Can Pagès                              |              | XVII                  | Ultramort          | 42° 02′ 07″ N, 3° 02′ 03″ E / 42.035346°N,3.034124°E   | IPA-7522      | Can Pagès (Ultramort) · Vegeu més fotos d'aquest monument · Carregueu una nova foto d'aquest monument                             |
| Dipòsit d'aigua d'Ultramort            | BCIL 2009    |                       | Ultramort          | 42° 02′ 18″ N, 3° 02′ 05″ E / 42.038390°N,3.034652°E   | IPA-37860     | Carregueu una nova foto d'aquest monument                                                                                         |

## Vall-llobrega
| Monument                      | Protecció | Estil/època           | Localització                | Coordenades                                          | Codi?     | Imatge |
| ----------------------------- | --------- | --------------------- | --------------------------- | ---------------------------------------------------- | --------- | --- |
| Església vella de Sant Mateu  | BCIL 2012 | Romànic XI            | Vall-llobrega Raval de Dalt | 41° 53′ 41″ N, 3° 06′ 51″ E / 41.894702°N,3.114117°E | IPA-7525  | Església vella de Sant Mateu (Vall-llobrega) · Vegeu més fotos d'aquest monument · Carregueu una nova foto d'aquest monument |
| Església de Sant Mateu        |           | Obra popular XVII     | Vall-llobrega Raval de Baix | 41° 52′ 52″ N, 3° 07′ 33″ E / 41.881172°N,3.125705°E | IPA-7526  | Església de Sant Mateu (Vall-llobrega) · Vegeu més fotos d'aquest monument · Carregueu una nova foto d'aquest monument       |
| Raval de Dalt                 |           |                       | Vall-llobrega               | 41° 53′ 18″ N, 3° 07′ 02″ E / 41.888445°N,3.117125°E | IPA-7527  | Carregueu una nova foto d'aquest monument                                                                                    |
| Raval de Baix, o Raval de Mar |           |                       | Vall-llobrega               | 41° 52′ 49″ N, 3° 07′ 33″ E / 41.880343°N,3.125944°E | IPA-7528  | Carregueu una nova foto d'aquest monument                                                                                    |
| Pont de la Creu               | BCIL 2012 | Obra popular Medieval | Vall-llobrega               | 41° 52′ 54″ N, 3° 07′ 29″ E / 41.881589°N,3.124850°E | IPA-41009 | Pont de la Creu (Vall-llobrega) · Vegeu més fotos d'aquest monument · Carregueu una nova foto d'aquest monument              |

## Verges
| Monument                                            | Protecció    | Estil/època                                                 | Localització                                                                     | Coordenades                                          | Codi?         | Imatge |
| --------------------------------------------------- | ------------ | ----------------------------------------------------------- | -------------------------------------------------------------------------------- | ---------------------------------------------------- | ------------- | --- |
| Castell de Verges                                   | BCIN 1739-MH | Medieval                                                    | Verges                                                                           | 42° 03′ 39″ N, 3° 02′ 47″ E / 42.060761°N,3.046339°E | RI-51-0006159 | Castell de Verges · Vegeu més fotos d'aquest monument · Carregueu una nova foto d'aquest monument                          |
| Recinte fortificat de Verges                        | BCIN 1740-MH | XIII-XVI                                                    | Verges                                                                           | 42° 03′ 47″ N, 3° 02′ 50″ E / 42.062936°N,3.047254°E | RI-51-0006160 | Recinte fortificat de Verges · Vegeu més fotos d'aquest monument · Carregueu una nova foto d'aquest monument               |
| Cal Rei                                             | BCIN 1741-MH | XIV-XV, XVI                                                 | Verges A l'esquerra del camí de Verges a Garrigoles                              | 42° 04′ 53″ N, 3° 01′ 20″ E / 42.081269°N,3.022196°E | RI-51-0006161 | Carregueu una nova foto d'aquest monument                                                                                  |
| Mas Massaller o Can Canet                           | BCIN 1742-MH | XV-XVI                                                      | Verges A l'esquerra del camí de Verges a Garrigoles                              | 42° 04′ 52″ N, 3° 01′ 21″ E / 42.081031°N,3.022491°E | RI-51-0006162 | Carregueu una nova foto d'aquest monument                                                                                  |
| Ca l'Albert o Ca la Víctor Català, Can Punton       |              | XIX                                                         | Verges C. Canonge Iglesias, 4                                                    | 42° 03′ 37″ N, 3° 02′ 49″ E / 42.060281°N,3.046865°E | IPA-7531      | Ca l'Albert (Verges) · Vegeu més fotos d'aquest monument · Carregueu una nova foto d'aquest monument                       |
| Molí de la Vall                                     |              | Obra popular XVIII                                          | Verges A la dreta del camí de Verges a Garrigoles, prop del veïnat de la Vall    | 42° 04′ 53″ N, 3° 01′ 29″ E / 42.081458°N,3.024710°E | IPA-7532      | Carregueu una nova foto d'aquest monument                                                                                  |
| Can Maçanet o Mas de Dalt                           |              | Obra popular XIV-XVI                                        | Verges A la dreta de la ctra. de Verges a Jafre                                  | 42° 04′ 02″ N, 3° 01′ 54″ E / 42.067259°N,3.031628°E | IPA-7534      | Carregueu una nova foto d'aquest monument                                                                                  |
| Can Font o Casa de les Voltes                       |              | Obra popular XVIII                                          | Verges Pl. Major                                                                 | 42° 03′ 41″ N, 3° 02′ 47″ E / 42.061348°N,3.046370°E | IPA-7535      | Can Font (Verges) · Vegeu més fotos d'aquest monument · Carregueu una nova foto d'aquest monument                          |
| Can Batlle o Can Cambó                              |              | Gòtic tardà, barroc, obra popular XVI-XVIII                 | Verges C. Canonge Iglesias, 2                                                    | 42° 03′ 39″ N, 3° 02′ 49″ E / 42.060866°N,3.046817°E | IPA-7536      | Can Batlle (Verges) · Vegeu més fotos d'aquest monument · Carregueu una nova foto d'aquest monument                        |
| Església parroquial de Sant Pere de la Vall         |              | Romànic IX-XI                                               | Verges la Vall                                                                   | 42° 04′ 53″ N, 3° 01′ 19″ E / 42.081277°N,3.022014°E | IPA-7537      | Carregueu una nova foto d'aquest monument                                                                                  |
| Església parroquial de Sant Julià                   | BCIL 1998    | Romànic, gòtic tardà, historicisme XII-XIII, XVII-XVIII, XX | Verges Pl. de la Vila                                                            | 42° 03′ 39″ N, 3° 02′ 47″ E / 42.060777°N,3.046337°E | IPA-7538      | Església parroquial de Sant Julià (Verges) · Vegeu més fotos d'aquest monument · Carregueu una nova foto d'aquest monument |
| Molí de Verges, Rec del Molí                        | BCIL 2006    |                                                             | Verges                                                                           | 42° 03′ 40″ N, 3° 02′ 36″ E / 42.06112°N,3.04339°E   | IPA-31132     | Molí de Verges (Verges) · Vegeu més fotos d'aquest monument · Carregueu una nova foto d'aquest monument                    |
| Plaça de l'Onze de Setembre, o Plaça Francesc Cambó |              | XIX                                                         | Verges                                                                           | 42° 03′ 44″ N, 3° 02′ 42″ E / 42.062272°N,3.045047°E | IPA-39040     | Carregueu una nova foto d'aquest monument                                                                                  |
| Mas Pi                                              |              | XVII                                                        | Verges Cruïlla de la ctra. Torroella de Montgrí - Girona, i Figueres - la Bisbal | 42° 03′ 42″ N, 3° 02′ 52″ E / 42.061748°N,3.047905°E | IPA-39043     | Mas Pi (Verges) · Vegeu més fotos d'aquest monument · Carregueu una nova foto d'aquest monument                            |
| Can Garcia                                          |              | XIX Final                                                   | Verges                                                                           | 42° 03′ 40″ N, 3° 02′ 44″ E / 42.061020°N,3.045602°E | IPA-39045     | Carregueu una nova foto d'aquest monument                                                                                  |
| Ajuntament i antigues escoles                       |              | XX Inici                                                    | Verges                                                                           | 42° 03′ 38″ N, 3° 02′ 48″ E / 42.060524°N,3.046653°E | IPA-39050     | Ajuntament i antigues escoles (Verges) · Vegeu més fotos d'aquest monument · Carregueu una nova foto d'aquest monument     |
| Can Romaguera                                       |              |                                                             | Verges Pl. Genís Muntaner                                                        | 42° 03′ 38″ N, 3° 02′ 47″ E / 42.060420°N,3.046309°E | IPA-39056     | Can Romaguera (Verges) · Vegeu més fotos d'aquest monument · Carregueu una nova foto d'aquest monument                     |

## Vilopriu
| Monument                          | Protecció    | Estil/època                  | Localització                                   | Coordenades                                            | Codi?         | Imatge |
| --------------------------------- | ------------ | ---------------------------- | ---------------------------------------------- | ------------------------------------------------------ | ------------- | --- |
| Castell de Vilopriu               | BCIN 1818-MH | XV                           | Vilopriu                                       | 42° 06′ 16″ N, 2° 59′ 31″ E / 42.104364°N,2.992039°E   | RI-51-0006196 | Castell de Vilopriu · Vegeu més fotos d'aquest monument · Carregueu una nova foto d'aquest monument                          |
| L'Almoina                         | BCIN 1819-MH | XIV-XV                       | Vilopriu Gaüses                                | 42° 06′ 03″ N, 2° 57′ 51″ E / 42.1009333°N,2.9640944°E | RI-51-0006198 | Carregueu una nova foto d'aquest monument                                                                                    |
| Castell de Valldevià              | BCIN 1820-MH | XV-XVI                       | Vilopriu Valldevià                             | 42° 07′ 23″ N, 2° 59′ 56″ E / 42.122975°N,2.9988833°E  | RI-51-0006197 | Carregueu una nova foto d'aquest monument                                                                                    |
| Cal Menut                         |              | Obra popular XVIII           | Vilopriu Pins                                  | 42° 06′ 39″ N, 2° 58′ 41″ E / 42.110727°N,2.977990°E   | IPA-7544      | Carregueu una nova foto d'aquest monument                                                                                    |
| Can Muní                          |              | Obra popular XVI-XVII, XVIII | Vilopriu Pins                                  | 42° 06′ 38″ N, 2° 58′ 39″ E / 42.110507°N,2.977494°E   | IPA-7545      | Can Muní (Vilopriu) · Vegeu més fotos d'aquest monument · Carregueu una nova foto d'aquest monument                          |
| Capella de Sant Bartomeu          |              | Barroc XVIII                 | Vilopriu Pins                                  | 42° 06′ 39″ N, 2° 58′ 36″ E / 42.110831°N,2.976756°E   | IPA-7547      | Capella de Sant Bartomeu (Vilopriu) · Vegeu més fotos d'aquest monument · Carregueu una nova foto d'aquest monument          |
| Ermita de Sant Roc                |              | Obra popular XVIII-XIX       | Vilopriu Gaüses                                | 42° 05′ 57″ N, 2° 58′ 01″ E / 42.099057°N,2.967037°E   | IPA-7548      | Ermita de Sant Roc (Vilopriu) · Vegeu més fotos d'aquest monument · Carregueu una nova foto d'aquest monument                |
| Mas Baró                          |              | Obra popular XVI-XVII        | Vilopriu Gaüses                                | 42° 05′ 59″ N, 2° 57′ 58″ E / 42.099651°N,2.966075°E   | IPA-7549      | Mas Baró (Vilopriu) · Vegeu més fotos d'aquest monument · Carregueu una nova foto d'aquest monument                          |
| Església de Santa Maria de Gaüses |              | Barroc XVIII                 | Vilopriu Gaüses, part alta barri de l'Església | 42° 06′ 22″ N, 2° 57′ 58″ E / 42.106226°N,2.966193°E   | IPA-7550      | Església de Santa Maria de Gaüses (Vilopriu) · Vegeu més fotos d'aquest monument · Carregueu una nova foto d'aquest monument |
| Església de Sant Mateu            |              | Romànic XII-XIII             | Vilopriu Valldevià                             | 42° 07′ 19″ N, 3° 00′ 07″ E / 42.121875°N,3.001880°E   | IPA-7551      | Església de Sant Mateu (Vilopriu) · Vegeu més fotos d'aquest monument · Carregueu una nova foto d'aquest monument            |
| Can Felip                         |              | Obra popular XVIII           | Vilopriu                                       | 42° 06′ 06″ N, 2° 59′ 32″ E / 42.101795°N,2.992306°E   | IPA-7552      | Carregueu una nova foto d'aquest monument                                                                                    |
| Església parroquial de Sant Pere  |              | Barroc XIV, XVII-XVIII       | Vilopriu A la part més elevada del nucli       | 42° 06′ 16″ N, 2° 59′ 30″ E / 42.104452°N,2.991762°E   | IPA-7553      | Església parroquial de Sant Pere (Vilopriu) · Vegeu més fotos d'aquest monument · Carregueu una nova foto d'aquest monument  |
| Casa a Gaüses                     |              | Gòtic tardà XV-XVI           | Vilopriu Gaüses                                | 42° 05′ 59″ N, 2° 57′ 53″ E / 42.099705°N,2.964781°E   | IPA-7555      | Carregueu una nova foto d'aquest monument                                                                                    |